# Corf Warehouse

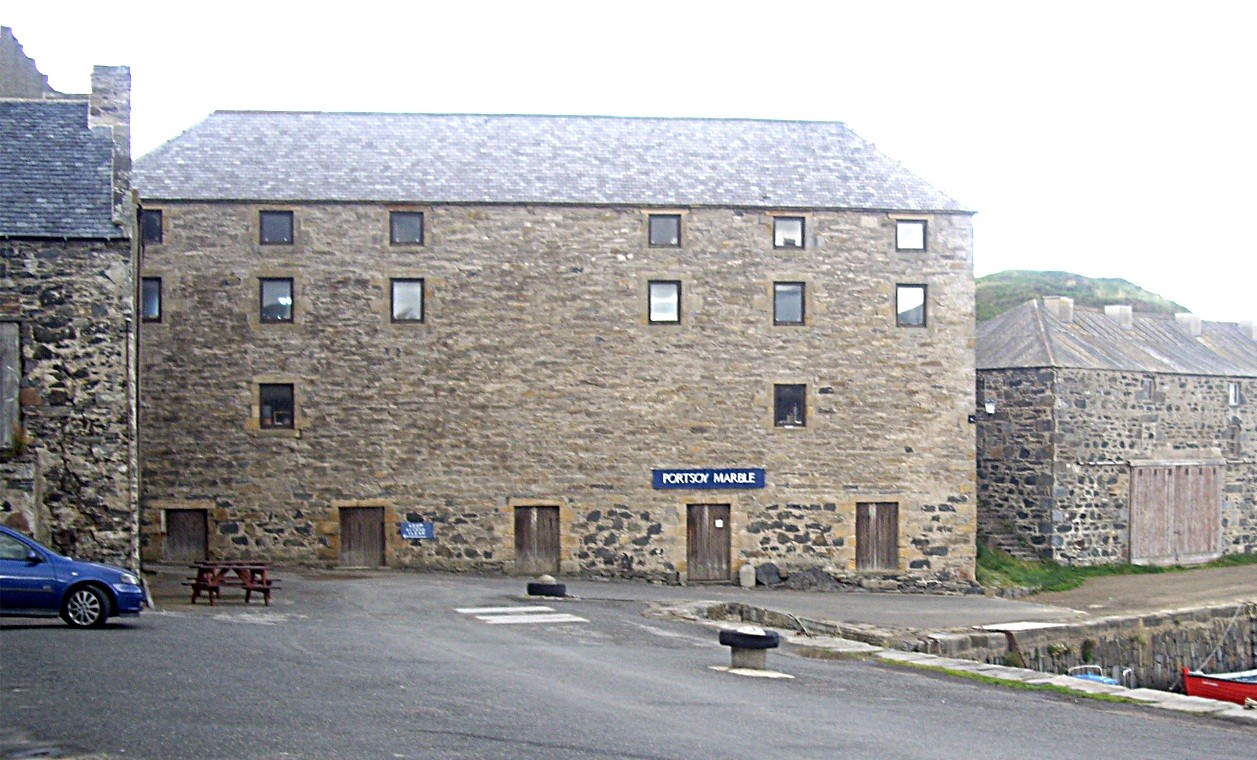
Corf Warehouse

Das Corf Warehouse ist ein Bodenspeicher in der schottischen Ortschaft Portsoy in der Council Area Aberdeenshire. 1972 wurde das Bauwerk in die schottischen Denkmallisten in der höchsten Denkmalkategorie A aufgenommen. Des Weiteren ist es zusammen mit 10 Shorehead, einer Werkstatt, dem Old Co-Operative Grain Store und dem Alten Hafen von Portsoy Teil eines Denkmalensembles der Kategorie A.

## Beschreibung
Am Standort befand sich zuvor ein kleinerer Corf („Lachs“)-speicher, der Lord Findlater’s Corf House bezeichnet wurde. In die Struktur des 1765 errichteten Corf Warehouse wurden Fragmente des Vorgängerbauwerks integriert. Für den Entwurf zeichnet der schottische Architekt John Adam verantwortlich.
Die sieben Achsen weite Hauptfassade des vierstöckigen Bodenspeichers ist dem Alten Hafen zugewandt. Ebenerdig sind in das Bruchsteinmauerwerk fünf schmucklose, weite Türen eingelassen. Gebäudeöffnungen sind mit Naturstein eingefasst. Im ersten Obergeschoss sind einzelne Fenster auf den Achsen zwei und sechs eingelassen, während in den obersten beiden Geschossen jeweils sechs Fenster zu finden sind. Auf Grund des ansteigenden Grundes ist die Gebäuderückseite nur dreistöckig. In die sieben Achsen weite Fassade sind drei Türen eingelassen, die in das erste Obergeschoss führen. Der Speicher schließt mit einem schiefergedeckten Walmdach.